# Mary Delany
Mary Delany (de soltera Granville, 14 de mayo de 1700-15 de abril de 1788) fue una artista inglesa y bluestocking, conocida por sus "mosaicos de papel", dibujos botánicos, trabajos de aguja y su animada correspondencia.

## Biografía
Mary Delany nació en Coulston, Wiltshire. Era hija del coronel Bernard Granville y  Mary Westcombe, ambos leales partidarios conservadores de la Corona Stuart, y  sobrina de George Granville, primer barón Lansdowne, hermano de su padre. Tenía dos hermanos, el mayor, Bernard (1699), conocido como Bunny; Bevil, nacido entre 1702 y 1706, y una hermana, Anne (1707). Cuando era ella pequeña, sus padres se trasladaron a Londres donde ella asistió a una escuela en la que impartía clases una refugiada francesa, Mademoiselle Puelle. Mary entró en contacto con la corte cuando la enviaron a vivir con su tía, Lady Stanley, que no tenía hijos, con la intención de que finalmente se convirtiera en dama de honor.
Mientras vivía con Lady Stanley, Mary aprendió inglés, francés, historia, música, costura y baile...". Entró en contacto con Handel mientras estaba en la casa, escuchando la música que él había compuesto; a partir de entonces fue amiga personal y fiel seguidora del compositor. Las esperanzas de María de convertirse en dama de honor se vieron frustradas por la muerte de la reina Ana en 1714, lo que provocó un cambio en el poder y un Hannoveriano en el trono, apoyado por los Whigs. Los Granville se trasladaron a una mansión en Buckland en Gloucestershire, donde quedaron aislados de la sociedad inglesa. Sin embargo, Mary pudo continuar su educación y su búsqueda de cortar papel, que se había desarrollado a una edad temprana.
A finales de 1717, Mary fue invitada a quedarse con su tío, Lord Lansdowne, en Wiltshire. Durante esta estancia le presentaron a Alexander Pendarves, y pronto quedó claro el interés de su familia en concertar un matrimonio entre ambos. Pendarves era miembro del Parlamento por Launceston y tenía 60 años, mientras que Mary solo 17.  En febrero de 1718, estaba infelizmente casada con él, un matrimonio provocado por la dependencia financiera de sus padres de Lord Lansdowne y la esperanza de Lord Lansdowne de ganar influencia política.

## Vida matrimonial
En abril los Pendarves se trasladaron al castillo de Roscrow cerca de Falmouth en el oeste de Cornualles. Una vez instalada allí, Mary pudo disfrutar de las vistas que ofrecía Roscrow y dedicarse a  montar a caballo. A medida que avanzaba el año la gota del Sr. Pendarves empeoró, y en el segundo año de su matrimonio, ella se vio obligada a cuidar a su marido enfermo y pasar el tiempo cosiendo y pintando flores. En 1721, la pareja alquiló una casa en Londres donde él comenzó a beber con exceso, y ella pudo reunirse  con muchos de sus viejos amigos. En 1725, se quedó viuda y sin recursos, ya que él no había modificado su testamento después de su matrimonio, por lo que no heredó nada de lo que quedaba de su patrimonio.
A pesar de la falta de recursos, la viudez le brindó nuevas oportunidades a Mary. Las viudas, a diferencia de las mujeres solteras, podían moverse libremente en la sociedad y, por primera vez en su vida,  pudo perseguir sus propios intereses sin la supervisión de un hombre. Quizás debido a su matrimonio infeliz, no estaba satisfecha con las opciones de vida disponibles para las mujeres en el siglo XVIII. Lo que la llevó a  escribir: 
"¿Por qué las mujeres deben verse obligadas a casarse? ¡Un estado que debería ser siempre una cuestión de elección! Y si una joven no tiene fortuna suficiente para mantenerse en la situación para la que ha sido criada, ¿qué puede hacer, sino casarse?". La Sra. Pendarves era una mujer muy perspicaz, "juzgaba todo y a todos por sí misma; y, aunque ridiculizaba toda insipidez estúpida o vana, ya estuviera de moda o fuera excéntrica, siempre estaba dispuesta para aplaudir lo inusual, si era sincero y digno. Estuvo ansiosa en la adquisición de conocimientos de todo tipo hasta el final de su vida..."
Como no tenía casa propia, tras la muerte de su primer marido, pasó un tiempo viviendo con varios familiares y amigos. Una amiga adinerada, la duquesa de Portland, incluyó a Mary en su "colmena" artística y científica donde conoció al botánico Joseph Banks,  y visitó su casa para ver muestras y dibujos de sus viajes con el Capitán Cook. Mientras crio plantas, dibujó y pintó con aguja esta flora exótica.
Al principio, vivía con su tía y su tío Stanley, y tras  la muerte de su tía, pasó un tiempo en Irlanda con la familia de su amiga la Sra. Donellan. En Irlanda, conoció al Dr. Patrick Delany, un clérigo irlandés que ya estaba casado con una viuda rica. No fue hasta 1743, dos años después de la muerte de su primera esposa, que en un viaje a Londres, Delany le propuso matrimonio y, para consternación de su familia, se casaron en junio de 1743.
Los Delany pasaron un año en Londres antes de trasladarse a Dublín, donde Delany tenía una casa. También alquilaron Mount Panther en el condado de Down y durante su primer año de esta estancia, Patrick fue nombrado decano de Down. Los dos estaban muy interesados en la botánica y la jardinería. Tras veinticinco años de matrimonio, la mayor parte en Irlanda, Delany murió en Bath, Inglaterra, el 6 de mayo de 1768 a la edad de ochenta y cuatro años, y la Sra. Delany, con sesenta y ocho, se encontró nuevamente viuda.

## Últimos años
Al enviudar Mary Delany pasó más tiempo en la casa de su amiga íntima, Margaret Bentinck, duquesa viuda de Portland. Ambas compartían el interés por la botánica, y a menudo salían a buscar especímenes concretos. Durante sus frecuentes estancias en Bulstrode Mary conoció a dos notables botánicos de la época: Joseph Banks y Daniel Solander. Este contacto fomentó el interés de Mary por la botánica y también desarrolló el conocimiento en el que se basan muchos de sus recortes de papel de flores.
Mary Delaney murió el 15 de abril de 1788. Hay un monumento a ella en la iglesia de St James, Piccadilly.

## Trayectoria como artista
Mary Delany siempre había sido una artista, pero durante su matrimonio con el Dr. Delany tuvo tiempo para perfeccionar sus habilidades. También era jardinera y hacía labores de aguja, dibujo y pintura; pero fue más conocida por sus cortes de papel:
"Estos 'mosaicos' son papeles de colores que representan no solo detalles llamativos sino también colores contrastados o matices de un mismo color para captar  los efectos de la luz". Entabló amistad con Letitia Bushe, acuarelista y miniaturista, con quien se embarcó en varios proyectos artísticos.
En 1771, con 70 años, se inició en el decoupage, una moda entre las damas de la corte. Sus obras eran representaciones detalladas y botánicamente precisas de plantas, utilizando papel de seda y coloreado a mano. Creó 985 de estas obras, a las que llamó "Paper Mosaiks" hasta que le falló la vista a la edad de 88 años.
"Con el espécimen de la planta frente a ella, cortaba diminutas partículas de papel de colores para representar los pétalos, estambres, cáliz, hojas, venas, tallo y otras partes de la planta y, utilizando papel más claro o más oscuro para formar el sombreado, las pegaba sobre un fondo negro. Al colocar un trozo de papel sobre otro, a veces construía varias capas y en una cuadro completo podía haber cientos de piezas para formar una planta. Se cree que primero diseccionaba cada planta para poder examinarla con detenimiento y obtener una representación precisa..."
Mary se hizo muy conocida y comenzó a recibir flores de donantes para que las cortara. Su trabajo se puede ver en la Galería de la Ilustración del Museo Británico. A su muerte, "Los diez volúmenes de la Sra. La Flora Delanica de Delany fue heredada por Lady Llanover, la hija de Georgina Mary Ann Port. Lady Llanover, quien murió en 1896 a la edad de noventa y cuatro años, legó estos volúmenes al Museo Británico..."
Cuando murió su patrona, la duquesa viuda, el rey Jorge III y la reina Carlota le dieron una pequeña casa en Windsor y una pensión de 300 libras esterlinas al año. La señora Delany se había familiarizado con la reina mientras vivía en la casa de Windsor, convirtiéndose en una parte importante del círculo íntimo de la corte, enseñando a los niños pequeños sobre plantas y habilidades de costura. Los monarcas fueron grandes partidarios suyos y propiciaban que cualquier planta curiosa o hermosa fuera trasmitida a la Sra. Delany cuando estuviera en flor."
En la década de 1780, Mary también conocía bien a Georgiana Cavendish, duquesa de Devonshire y Frances Burney (Madame D'Arblay), a quienes visitaba con frecuencia en su casa de Londres y en Windsor, y a cuya amistad debía su nombramiento en la corte.
Mary había conocido a personas notables de su época, había mantenido correspondencia con Jonathan Swift, Sir Joseph Banks y Young, y dejó una imagen detallada de la sociedad inglesa ilustrada del siglo XVIII en los  seis volúmenes que componen Autobiografía y Cartas (ed. Baronesa Llanover, 1861–1862). Burke la define como "una verdadera dama, el modelo de una mujer consumada de otros tiempos".

## Legado
El Museo Ulster en Belfast tiene una colcha bordada por Delany, una de las pocas piezas completas de bordado hechas por ella. Otras piezas están descritas en cartas, incluidas las cosidas con violetas, aurículas, geranios, amapolas, lirios de Madonna. Su propia ropa estaba ricamente bordada, incluido un vestido probablemente diseñado para el cumpleaños de Federico, Príncipe de Gales, en 1751 con rosas, lirio de los valles, jazmín de invierno, guisantes aromáticos, amor en la niebla, anémonas, tulipanes, campanillas y nomeolvides con detalles anatómicos precisos.
En 1980, una descendiente de la hermana de Delany, Anne, Ruth Hayden, publicó un libro sobre el trabajo de Delany: Mrs. Delany and Her Flower Collages, que se reeditó en 2000 como Mrs. Delany: su vida y sus flores (Prensa del Museo Británico). En 2019 se publicó una biografía de Delany por Clarissa Campbell Orr.
En la década de 1980, la diseñadora de moda irlandesa Sybil Connolly creó una gama de vajillas para Tiffany & Co. inspirada en los collages florales de Mrs Delany.
En 2022, la rosa 'Mortimer Sackler' pasó a llamarse 'Mary Delany' por David Austin Roses en honor al artista. El nombre de registro de la rosa es 'Ausorts'.